# Alumim
Alumim (hébreu : עֲלוּמִים) est un kibboutz situé dans le nord-ouest du désert du Néguev, dans le sud d'Israël.
Il se trouve près de la bande de Gaza.
Le 7 octobre 2023, il a été attaqué par le Hamas (massacre d'Alumim).